# Rusłan Ałchanow
Rusłan Szachajewicz Ałchanow, ros. Руслан Шахаевич Алханов (ur. 27 kwietnia 1962 we wsi Centoroj, Czeczeńsko-Inguska ASRR) – rosyjski funkcjonariusz milicji i polityk narodowości czeczeńskiej, od 2004 minister spraw wewnętrznych Republiki Czeczeńskiej.

## Życiorys
W 1990 ukończył studia w zakresie nauczania geografii na Czeczeńsko-Inguskim Uniwersytecie Państwowym. W 2004 został absolwentem Instytutu Finansów i Prawa w Machaczkale. W 2007 ukończył Akademię Zarządzania MSW Rosji. Posiada stopień kandydata nauk prawnych.
W latach 1980–1982 odbył służbę wojskową w Armii Radzieckiej. W 1991 rozpoczął pracę w organach porządku publicznego jako funkcjonariusz OMON Ministerstwa Spraw Wewnętrznych Republiki Czeczeńskiej. W latach 1993–1995 pracował w zarządzie ds. bezpieczeństwa transportu w Wydziale Spraw Wewnętrznych rejonu lenińskiego w Groznym. Przez kolejne dwa lata służył na posterunku milicji kolejowej Północnokaukaskiego Zarządu Spraw Wewnętrznych ds. Transportu w Gudermesie.
Od 1999 kierował ochroną osobistą muftiego Achmada Kadyrowa. Po objęciu przez Kadyrowa funkcji szefa administracji Czeczenii, Ałchanow został szefem jego ochrony. W latach 2000–2003 był dowódcą wydzielonej kompanii MSW Czeczenii ds. bezpieczeństwa osób sprawujących funkcje kierownicze oraz ochrony obiektów rządowych. W 2003 został zastępcą naczelnika milicji i dowódcą oddziału milicji specjalnego przeznaczenia. 9 maja 2004 wspólnie z prezydentem Kadyrowem uczestniczył w obchodach Dnia Zwycięstwa na stadionie "Dynamo" w Groznym. Podczas ceremonii doszło do eksplozji materiałów wybuchowych, w wyniku której Kadyrow zginął, a Ałchanow został ranny.
Od czerwca do lipca 2004 pełnił funkcję wiceministra spraw wewnętrznych dla miasta Grozny. W grudniu 2004 otrzymał nominację na stanowisko ministra spraw wewnętrznych Czeczenii.